# Yusuf Çelebi
Pour les autres seigneurs portant le même titre, voir Çelebi.
Yusuf Çelebi (en arabe : يوسف جلبي), né vers 1414 et mort en 1429, est un fils de Mehmet Ier, le cinquième sultan ottoman.